# Исчигуаласто
Провинциальный парк Исчигуаласто (исп.  Parque provincial de Ischigualasto) — природоохранная зона в Аргентине, расположенная в провинции Сан-Хуан, на северо-западе страны. Вместе с национальным парком Талампая, расположенным в пределах геологической формации с тем же названием (триасового возраста), парк входит в список всемирного наследия ЮНЕСКО.
Площадь парка составляет 603,7 км², в основном на территории департамента Валье-Фертиль, частично на территории департамента Хачаль, на высотах около 1300 м над уровнем моря. Парк характеризуется типичной пустынной и полупустынной растительностью (кусты, кактусы и небольшие деревья). Климат засушливый, дожди бывают преимущественно летом, а температура колеблется от −10 до +45 °C. В основном здесь дуют постоянные южные ветры со скоростью 20—40 км/ч.